# Грант, Джон Джеймс
Джон Джеймс Грант (англ. John James Grant; род. 17 января 1936, Нью-Гласгоу, Новая Шотландия) — канадский государственный и военный деятель. Бывший лейтенант-губернатор Новой Шотландии. Награждён орденом Канады, орденом «За военные заслуги», орденом Новой Шотландии.

## Ранний период жизни
Родился в Нью-Гласгоу, Новая Шотландия. Учился в Университете Маунт-Эллисон, который окончил в 1956 году со степенью бакалавра коммерции в области бухгалтерского учета и экономики. Является зарегистрированным бухгалтером промышленного предприятия.

## Карьера
В 1951 году поступил на службу в вооружённые силы Канады. В 1979 году награждён орденом «За военные заслуги». Ушел с военной службы в 1989 году.
С 1986 года был руководителем Канадского корпуса комиссаров в Новой Шотландии, выполняя функции заместителя председателя и председателя многочисленных комитетов. Также работал в Национальном совете, в комитетах Национального совета и в качестве члена Национальной исполнительной власти. В январе 2011 года проработал 25 лет в Национальном совете.
16 февраля 2012 года был назначен лейтенант-губернатором Новой Шотландии генерал-губернатором Канады Дэвидом Джонстоном по совету премьер-министра Стивена Харпера. 28 июня 2017 года лейтенант-губернатором стал Артур Леблан.
27 декабря 2019 года было объявлено, что Джон Грант был награждён орденом Канады.